# La tentación de Cristo (Botticelli)
La tentación de Cristo o Tentaciones de Cristo (en italiano, Tentazione di Cristo) es un fresco realizado por el pintor renacentista italiano Sandro Botticelli. Mide 345,5 cm de alto y 555 cm de largo. Fue realizado entre los años 1481 y 1482 en la Capilla Sixtina de la Ciudad del Vaticano.
En 1481, el Papa Sixto IV llamó a Botticelli, así como a otros artistas prominentes florentinos y umbríos, como Pietro Perugino, Domenico Ghirlandaio y Cosimo Rosselli; a ellos se añadieron después Luca Signorelli y Bartolomeo della Gatta. La tarea que se les encomendó fue elaborar frescos en las paredes de la Capilla Sixtina. El papa proporcionó el programa iconográfico: la supremacía del papado. Se pretendía pintar las dos paredes, una frente a otra, la comparación de las vidas de Moisés y Cristo, incluyendo las prefiguraciones del Nuevo Testamento en el Antiguo. Además, en el registro superior, en todo el perímetro, estaban pintados una larga serie de papas. Para realizar la obra, los pintores tuvieron que aceptar unas convenciones representativas comunes a todos, de manera que la obra final resultara homogénea: usaban la misma escala de dimensiones, la misma estructura rítmica y representación paisajística, una sola gama cromática con adornos de oro que hiciera resplandecer las pinturas con la iluminación de las antorchas y las velas. Aunque Giorgio Vasari sostenía que Sandro Botticelli pintó todo el conjunto, lo cierto es que pintó tres historias en los frescos. Además, se cree que proporcionó los dibujos de once papas y quizá intervino directamente en la pintura de algunos. Las composiciones son complejas y difíciles, con reelaboraciones neoplatónicas de temas clásicos en la iconografía cristiana.
En este episodio se representan las tentaciones de Cristo narradas por los Evangelios, en concreto en Mateo 4, 1-11. Sobre este cuadro se lee: «TEMPTATIO IESU CHRISTI LATORIS EVANGELICAE LEGIS». El esquema compositivo es distinto del que puede verse en las Pruebas de Moisés y en el Castigo de los rebeldes, pues el relato se articula a través de tres acciones situadas en diferentes lugares altos y además, en la parte posterior o segundo plano de la pintura. Se lee de izquierda a derecha:
1. En la parte alta, al fondo, Jesucristo encuentra al demonio, bajo la apariencia de un eremita o un peregrino, quien le invita a transformar en pan las piedras y así comer después de cuarenta días de ayuno.
2. En el centro, sobre un edificio, Satanás tienta a Jesús, diciéndole: «Si tú eres hijo de Dios, arrójate». El demonio está sobre lo alto del frontón de un templo y reta a Jesús a lanzarse al vuelo y ser salvado por los ángeles. El templo está inspirado en el hospital del Santo Espíritu, construcción de Sixto IV próxima al Vaticano.
3. A la derecha vuelve a tentarlo ofreciéndole toda la magnificencia del mundo. Cristo lo rechaza y hace caer al demonio desnudo desde una roca. La ropa de eremita se desprende y aparece el demonio, con garras, cola, y orejas de animal. Detrás de la figura de Cristo hay unos ángeles ante una mesa, preparando la Eucaristía.

El primer plano de la composición no contiene Tentaciones de Cristo, sino ve un rito de sacrificio, interpretado como oferta del leproso después de ser sanado por Cristo. En esta escena puede identificarse al sumo sacerdote con Moisés, visto que en la pared de enfrente están las escenas de su vida, y el joven con Cristo, que será él mismo sacrificado para redimir a toda la Humanidad.
Dado que tenía por objeto la decoración de estancias papales, cabe pensar que muchos de los retratados son prelados y familiares del papa, pues los rostros no siguen el mismo modelo, sino que están individualizados, como auténticos retratos. También hay alusiones directas al pontífice: a su nombre, Francesco della Rovere, aluden los robles pintados, y a su símbolo heráldico el traje azul oscuro con hojas de encina de oro que lleva el joven que, situado a la izquierda, de perfil, se levanta de un asiento de mármol.
Las figuras pintadas por Botticelli son escultóricas. Contribuye al modelado de las mismas el uso que hace de la luz. En cuanto a los colores que emplea en la pintura, son variados, pero en conjunto un poco apagados por la técnica al fresco.

Otros frescos de Botticelli en la Capilla Sixtina son:
- Castigo de los rebeldes
- Pruebas de Moisés